# Изгрев (област Сливен)
Вижте пояснителната страница за други значения на Изгрев.
Изгрев е село в Югоизточна България. То се намира в община Сливен, област Сливен.

## География
Село Изгрев се намира в планински район, западно от село Стара река и е на границата на община Сливен и община Елена. Отстои на 60 км от град Сливен и 10 км от село Стара река.

## Религии
Християнство и ислям.

## Обществени институции
Кметско наместничество.

## Редовни събития
Традиционен събор на 6 май.